# Южный (Иркутская область)
Южный — посёлок в Братском районе Иркутской области России. Входит в состав Карахунского сельского поселения.

## География
Находится на левом берегу реки Ангары (залив Озёрная Баля), примерно в 82 км к востоку-юго-востоку (ESE) от районного центра, города Братска, на высоте 461 метра над уровнем моря.

## Население
| 2002 | 2010 | 2011 | 2012 |
| ---- | ---- | ---- | ---- |
| 442  | ↘209 | ↘208 | ↘195 |

По данным Всероссийской переписи, в 2010 году численность населения посёлка составляла 209 человек (99 мужчин и 110 женщин).

## Улицы
Уличная сеть посёлка состоит из 6 улиц.